# Josef Odložil
Josef Odložil (11. listopadu 1938 Otrokovice – 10. září 1993 Olomouc) byl český atlet – běžec, držitel stříbrné olympijské medaile z Letních olympijských her 1964 v Tokiu v běhu na 1 500 m. Jednalo se o desetinásobného československého rekordmana na středních tratích, mnohonásobného atletického mistra republiky, držitele jednoho světového rekordu, který reprezentoval Československo v 26 mezistátních utkáních.
Jeho manželkou byla česká sportovkyně a několikanásobná olympijská vítězka, sportovní gymnastka Věra Čáslavská.

## Dětství
Dětství strávil v Bělé pod Pradědem a tady také při každodenních 8 km túrách do školy získal kondici a pozdější návyky. Po základní škole se dostal ke studiu na vojenskou Žižkovu školu do Bratislavy a zde se začal věnovat lehké atletice. Už v 18 letech dokázal zaběhnout 1500 metrů za 4:20 minuty.

## Atletické začátky
Po úspěšném absolvování školy nastoupil roku 1957 v Olomouci, kde začal běhat za sportovní klub Slovan a brzy se dostal mezi čs. atletickou špičku. Z Olomouce odešel do Košic a tady závodil za Slávii Košice. Po návratu do Olomouce o tři roky později začal běhat za atletickou II. ligu.
V roce 1961 přestoupil do atletického oddílu Dukly Praha, kde jej začal trénovat Alexandr Zvolenský. Stále si vylepšoval své osobní rekordy na olympijských tratích 800 (čas 1:48,2) a 1500 (čas 3:47,4) metrů.

## Československý reprezentant
V roce 1962 byl nominován na ME v Bělehradě. Dostal se do semifinálových běhů, pro zranění předčasně účinkování skončil. Rok poté se jeho novým trenérem stal Aleš Poděbrad.
V roce 1964 se dostal na Olympijské hry v Tokiu a zde se probojoval sítem rozběhů až do finále, v němž získal stříbro časem 3:39,6. Prvenství v tomto běhu získal světový rekordman Peter Snell z Nového Zélandu, jeho pozdější přítel.
V roce 1965 dokázal vylepšit čs. rekordy na tratích 1000, 2000 a 2500 metrů a vrcholný výkon se mu podařil 8. září 1965 u Staré Boleslavi (Houštka), kde překonal světový rekord na 2000 metrů časem 5:01,2.
I v roce následujícím si udržel vynikající formu. Dokázal překonat čs. rekord na 1500 metrů časem 3:37,6 a na atletické Mistrovství Evropy v Budapešti odjel jako jeden z favoritů. Odložil však skončil už v rozbězích. Od té doby již jeho výkonnost pomalu klesala. Na LOH 1968 v Mexiku se dostal sice až do finále, skončil tu však až osmý v průměrném čase 3:48,6 a v roce 1969 svou aktivní účast na závodech ukončil.

## Trenérské období
Protože armádu musel opustit, věnoval se trenérské dráze. Nejdříve v AC Sparta Praha, v období let 1979–1981 působil jako trenér u Institutio National Del Deporte v Mexiku.

## Na sklonku života
Po roce 1989 byl rehabilitován a mohl se do armády vrátit. V letech 1992–1993 byl velitelem československého kontingentu mezinárodní mise UNGCI v Iráku.[zdroj?]

## Smrt
Krátce po návratu do vlasti, v létě 1993, se nepohodl se synem Martinem (z prvního manželství s Věrou Čáslavskou) a dostal od něj úder, po kterém upadl. Na následky zranění poté dne 10. září 1993 ve věku 54 let zemřel. Martinu Odložilovi uložil soud čtyřletý trest ve vězení, ale následně mu byla udělena prezidentem Václavem Havlem milost.
Smrt Josefa Odložila vyvolává kontroverze. Podle první verze dne 6. srpna, když jel Josef Odložil za svým synem, aby mu pomohl s reparátem na maturitu, zastavil se v hospůdce, kde potkal Věru Čáslavskou. Chtěl se s ní dát do řeči, ale ta ho odmítla. Posadil se tedy vedle a časem uslyšel, že jeho syn je na diskotéce u Cimbury, kam se za ním po chvíli vydal. Na ní chtěl syna najít, ale nechtěl ho vyvolávat, takže začal tančit a hledat ho. Když si ho syn všiml, nechal mu zahrát písničku Zelené krávy od skinheadské skupiny Orlík, která zesměšňuje a uráží armádu (Josef Odložil byl voják, který dobrovolně pomáhal v Iráku). Pak šel ven a zničil otci auto. Když se vrátil zpět do sálu, už 7. srpna, asi v 0:30 ráno, udeřil svého otce boxerem, jak potvrzují svědectví. Když přijela sanitka, lékař Josefa Odložila stabilizoval, ale ten posléze zemřel.
Jak obžalovaný syn Martin, tak jeho matka a bývalá Josefova manželka Věra Čáslavská ale popsali situaci značně odlišně, jejich verzi navíc podporují někteří soudní znalci v oboru zdravotnictví, svědkové a podpořilo ji s odkazem na nespravedlivý soudní proces i sdružení Šalamoun – spolek na ochranu nezávislé justice v ČR.
Podle této verze se otec se synem na diskotéce potkali náhodou, Josef byl tou dobou už velmi opilý a vyvolal roztržku, do níž se zapletl jeho syn a v jejímž důsledku upadl. Na následky nešťastného pádu zemřel.